# Yorck von Wartenburg (Adelsgeschlecht)

Wappen der Grafen Yorck von Wartenburg

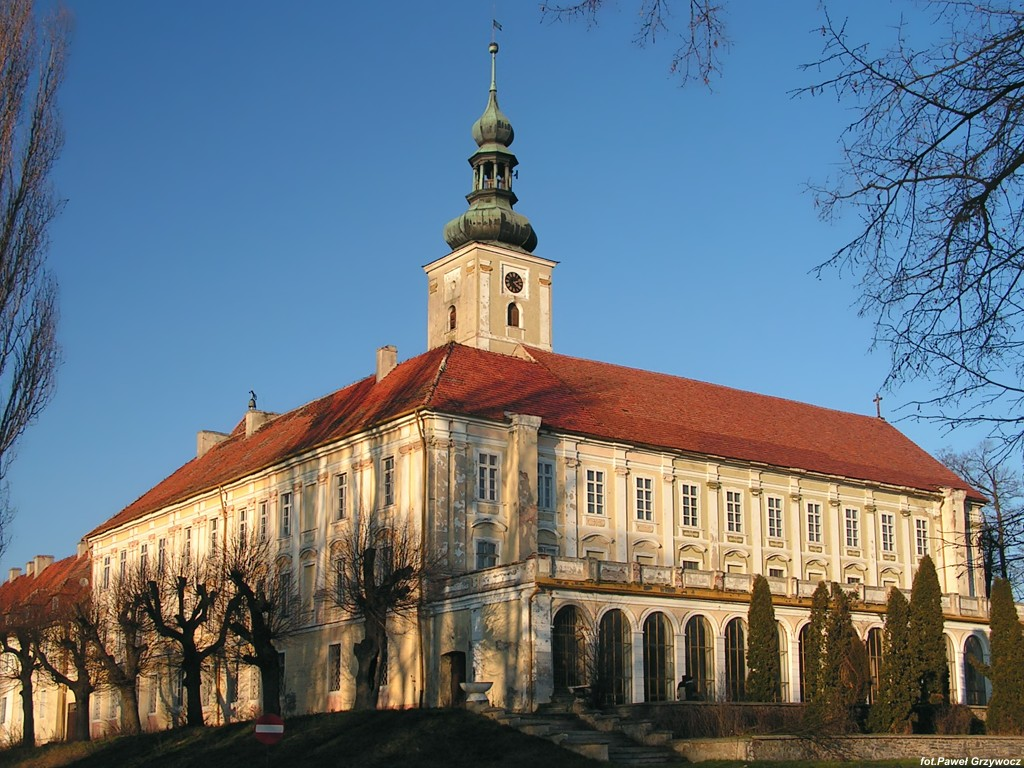
Familiensitz Schloss Klein Öls, westliche Seite mit der Lindenterrasse

Yorck von Wartenburg ist der Name eines pommerellischen Adelsgeschlechts.

## Geschichte
Die sichere Stammreihe des Geschlechts beginnt mit Johann Jarcke Gustkowski aus dem Hause Schimmerwitz (* um 1684; † 1736), Pastor zu Rowe und Besitzer eines Anteils von Vasgow.
Die Familie verdankt ihre deutschlandweite Bekanntheit im 19. und frühen 20. Jahrhundert insbesondere Ludwig Graf Yorck von Wartenburg (1759–1830). Dieser  hatte 1812 den Kriegen gegen Frankreich mit seinem Entschluss, gegen den Befehl seines Königs Friedrich Wilhelm III. zu handeln und in der Konvention von Tauroggen ein Neutralitätsabkommen mit Russland einzugehen, eine Wendung gegeben und damit den Weg in die „Befreiungskriege“ geebnet. Ludwig Yorck machte damit den ersten Schritt zur Befreiung Preußens und Deutschlands aus der napoleonischen Herrschaft; für dieses Verdienst wurde er 1814 in den Grafenstand erhoben und erhielt als Dotation die säkularisierte Johanniter-Kommende Klein-Öls im niederschlesischen Landkreis Ohlau.

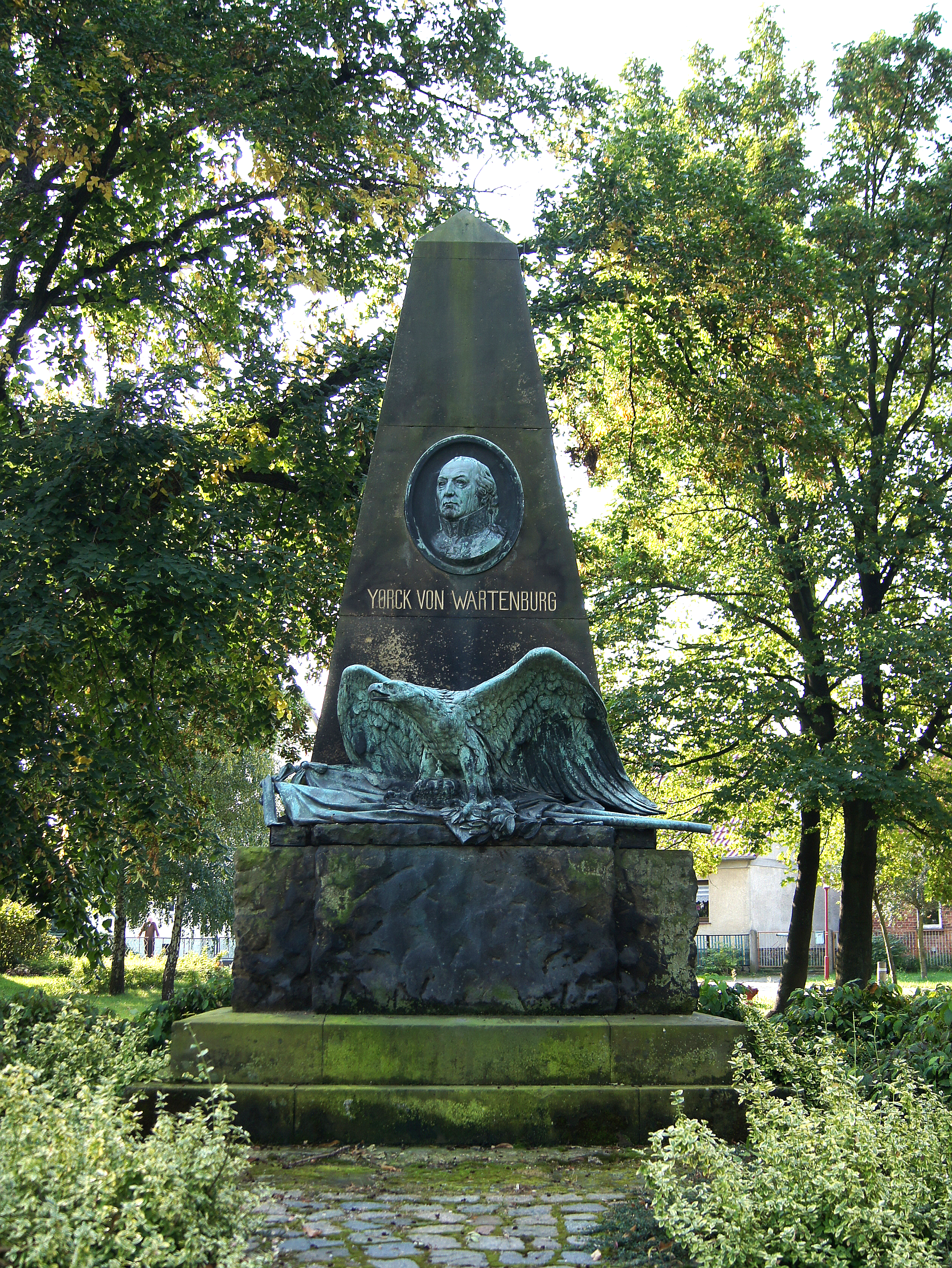
Denkmal für Ludwig Yorck von Wartenburg in Wartenburg

Der Sohn des Generalfeldmarschalls, Ludwig Yorck von Wartenburg (1804–1865), war mit Bertha von Brause, der Tochter des Direktors der Allgemeinen Kriegsschule, Johann Georg Emil von Brause, verheiratet und gehörte zu den Mitbegründern der Altliberalen Partei. Er trat für die jüdische Emanzipation, für die Neugestaltung der Agrarverhältnisse und die Erweiterung der bürgerlichen Rechte ein. Seit 1854 gehörte er als erbliches Mitglied dem Preußischen Herrenhaus an, wo er als Liberaler fast immer auf der Seite der Minderheit stand. Zu seinen Freunden und Bekannten gehörten Friedrich Karl von Savigny, Karl August Varnhagen von Ense, Friedrich von Schelling, Karl Friedrich Schinkel, der das Familienmausoleum in Klein-Öls errichtete, Bettina von Arnim, Alexander von Humboldt und nicht zuletzt Ludwig Tieck, der Yorck seine Bibliothek vermachte – der Grundstock der Yorck'schen Privatbibliothek, die am Schluss mit rund 150.000 Bänden die größte Adelsbibliothek in Deutschland war.
Der 3. Majoratsherr, Paul Graf Yorck von Wartenburg (1835–1897), heiratete nach dem Studium der Rechtswissenschaften in Bonn und Breslau Louise Rahel von Wildenbruch (1838–1918), die Schwester des Dichters Ernst von Wildenbruch. Ihr Vater, Louis von Wildenbruch, war ein illegitimer Sohn des Prinzen Louis Ferdinand von Preußen; auf diese Weise war Peter Graf Yorck von Wartenburg auch Nachfahre König Friedrich Wilhelms I. („Soldatenkönig“) und so mit den Hohenzollern verwandt. Paul Yorck verfasste bedeutsame philosophische Schriften und gehörte nach dem Tod seines Vaters 1865 ebenfalls als Liberaler dem Herrenhaus an. Er nahm an allen Einigungskriegen teil und war bei der Proklamation Wilhelms I. zum deutschen Kaiser in Versailles 1871 anwesend.
Paul Yorcks Sohn, Heinrich Graf Yorck von Wartenburg (1861–1923), saß ebenfalls im Herrenhaus und vertrat zusätzlich von 1894 bis 1897 als Landrat die Interessen des Kreises Groß-Wartenberg und von 1898 bis 1901 die des Landkreises Ohlau. 1901 trat der liberal-freikonservative Yorck, der sich gerne als „Seiner Majestät loyale Opposition“ bezeichnete, aus Protest gegen eine kaiserliche Maßnahme zurück: Wilhelm II. hatte in Schleswig-Holstein fünf Landräte entlassen, die gegen den Kaiser-Wilhelm-Kanal gestimmt hatten. Yorck trat demonstrativ zurück; er wolle nicht in die Verlegenheit kommen, wegen einer Meinungsverschiedenheit mit dem Kaiser hinausgeworfen zu werden. Seine Überzeugung, seinen Prinzipien und Werten auch gegen den Staat oder den Landesherrn treu zu bleiben, schärfte er auch seinen Kindern ein. Er sprach sieben Sprachen und war universal gebildet. Das antike Griechenland war seine geistige Heimat und seine humanistische Bildung gab er auch an seinen Sohn Peter Yorck weiter. Seine Mutter, Sophie Gräfin Yorck von Wartenburg (1872–1945), war eine geborene Freiin von Berlichingen und Nachfahrin des Götz von Berlichingen.
In diese Tradition eines humanistisch gebildeten preußischen Adelsgeschlechts mit liberal-konservativer Grundeinstellung wurde Peter Graf Yorck von Wartenburg 1904 hineingeboren, der als führendes Mitglied im Kreisauer Kreis und einer der Hauptverschwörer vom 20. Juli 1944 die Bekanntheit der Familie erneuerte. Der Kreisauer Kreis berief sich dabei ausdrücklich auf die in der Familie Yorck gepflegte Tradition von Tauroggen, unabhängig von äußeren Umständen seinem Gewissen zu folgen.

### Familiensitz und Nobilitierung
Die säkularisierte Johanniter-Kommende Klein Oels, Landkreis Ohlau, Schlesien war seit 1814 Familiensitz und Familienfideikommiss der Grafen Yorck von Wartenburg in Form eines Majorats und somit im Kontext mit den anderen großen Standesherrschaften. Der preußische König Friedrich Wilhelm III. schenkte sie dem General Yorck zusammen mit der Beförderung zum Generalfeldmarschall und der Erhebung in den Grafenstand. Die königliche Urkunde trug das Datum vom 3. Juni 1814. Fortan waren Schloss und Park Klein Oels bis 1945 ein zentraler Treffpunkt deutscher Dichter, Gelehrter und Künstler. Schloss Klein Oels besaß eine 150 000 Bände umfassende Bibliothek von Weltruf sowie eine exzellente Sammlung von Kupferstichen und Holzschnitten.

## Wappen
Geviertelt, belegt mit einem silbernen Herzschild, darin ein Andreaskreuz (Stammwappen der englischen York of Yarmouth), im ersten und vierten Geviert in Silber ein königlich gekrönter schwarzer Adler (Preußen), im zweiten und dritten Geviert ein grün begrifftes blankes Schwert, von einem rot befruchteten, oben geöffneten grünen Lorbeerkranz umgeben. Das Wappen ist bekrönt mit einer neunzackigen Grafenkrone. Auf dem rechten Helmzier der preußische Adler mit schwarz-silbernen Decken, auf dem mittleren ein silberner Löwenkopf auf blau-silbernen Decken, auf dem linken Helmzier das Schwert mit dem Lorbeerzweig auf grün-silbernen Decken. Dazu als Schildhalter rechts ein natürlicher Löwe, links ein silbernes Einhorn.
Wappendevise: Nec cupias nec metuas (Weder begehre noch fürchte!)

## Zu dieser Familie gehören

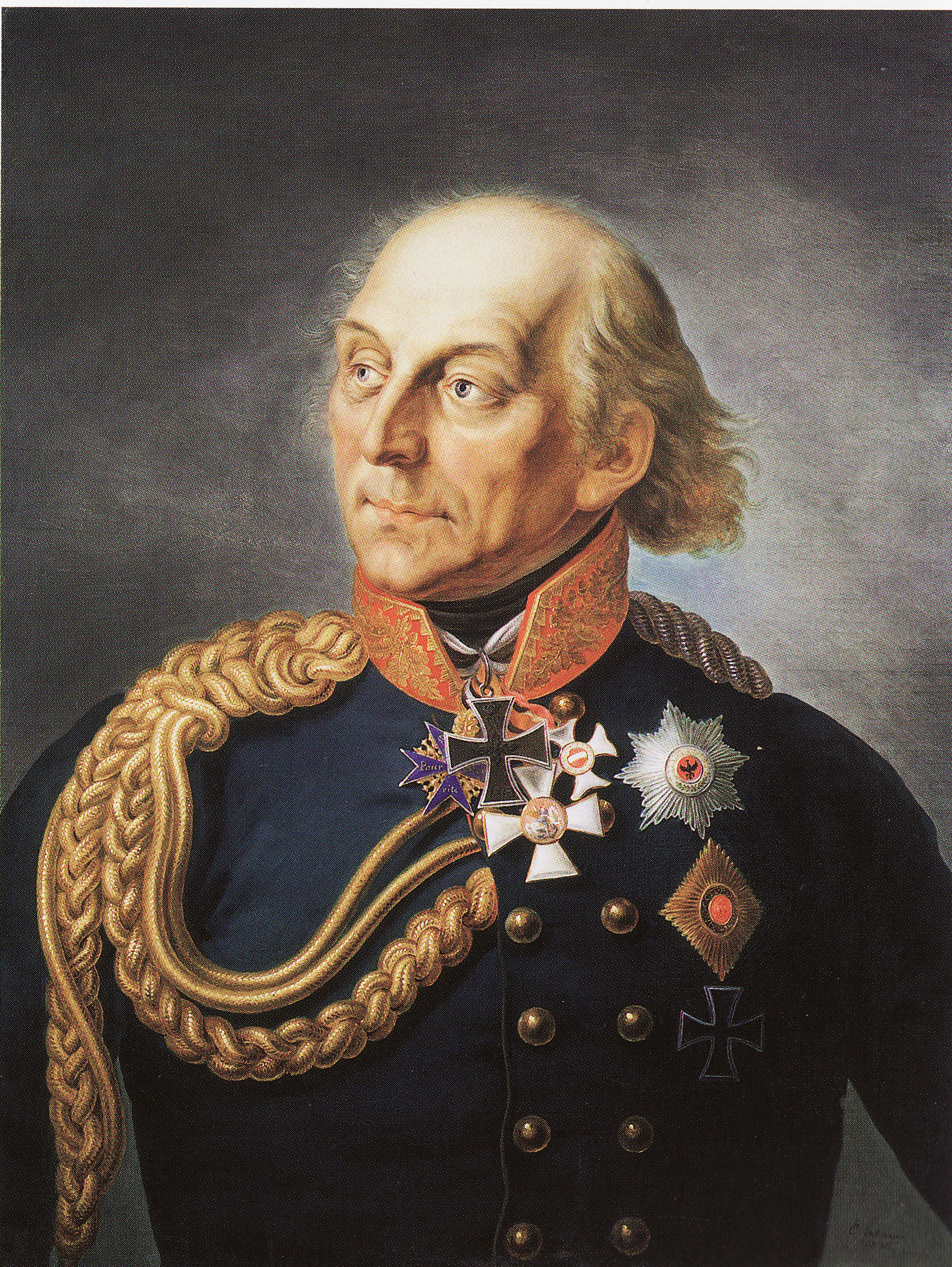
Generalfeldmarschall Graf Ludwig Yorck (1759–1830) 1. Majoratsherr auf Klein Oels
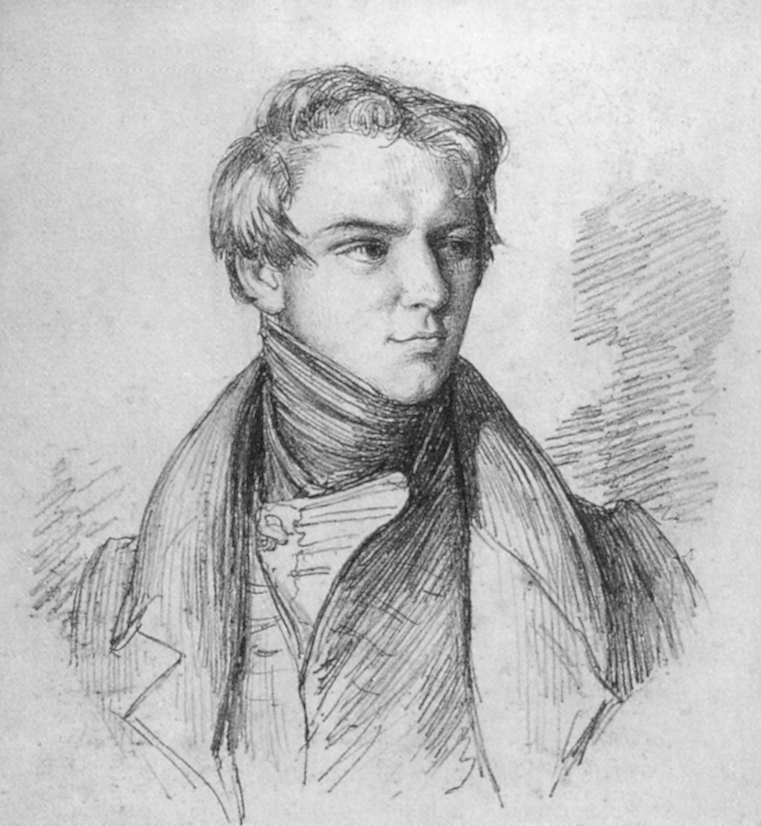
Graf Ludwig Yorck (1805–1865) 2. Majoratsherr auf Klein Oels
Graf Paul Yorck (1835–1897) 3. Majoratsherr auf Klein Oels
Gräfin Bertha von Kalckreuth, geb. Gräfin Yorck (1864–1928)
Graf Maximilian Yorck (1850–1900)
Graf Heinrich Yorck (1861–1923) 4. Majoratsherr auf Klein Oels und Frau Sophie, geb. Freiin Berlichingen (1872–1945)
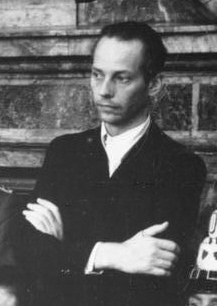
Graf Peter Yorck (1904–1944)

Linie Klein Oels

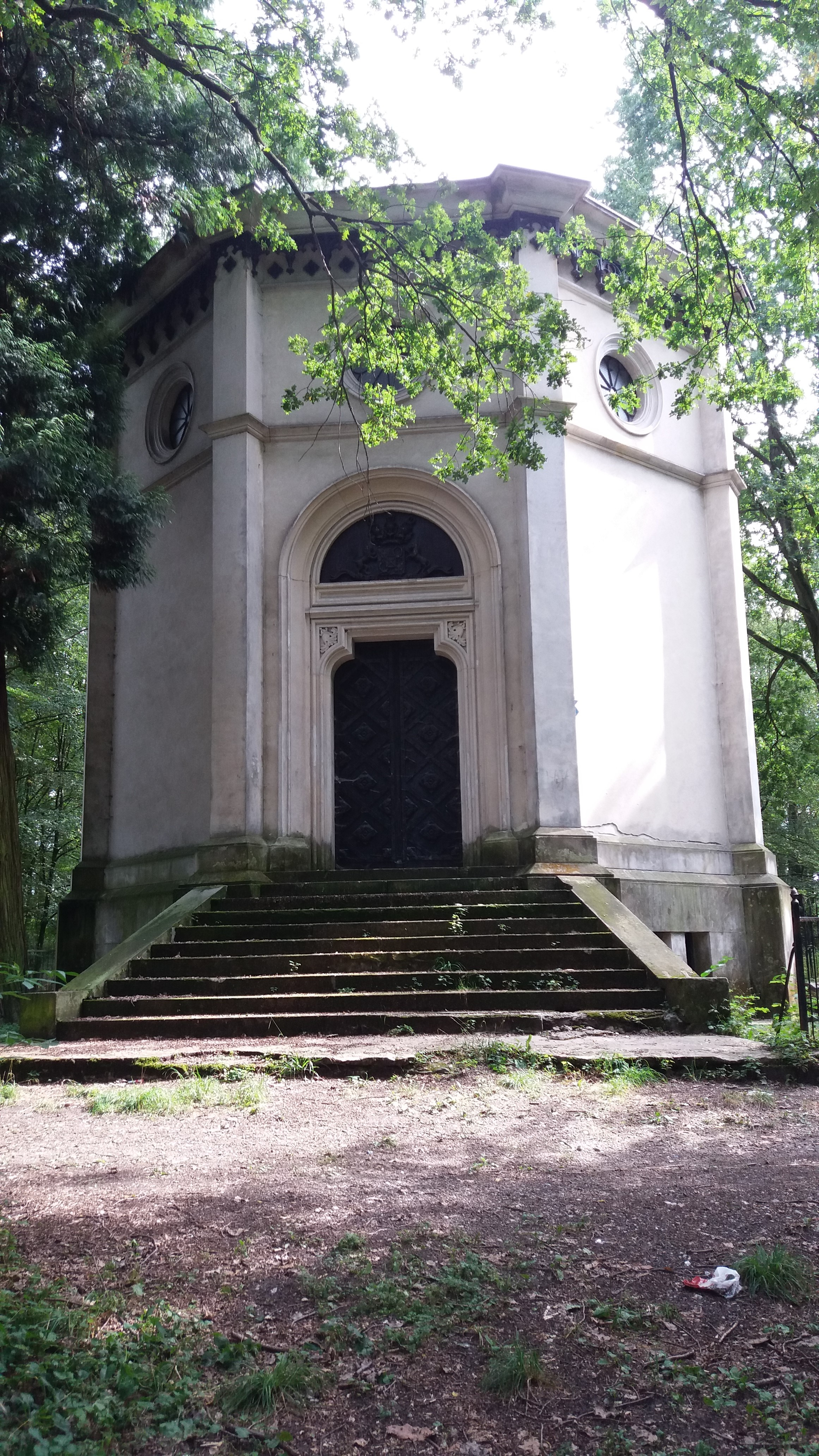
Mausoleum der Grafen Yorck von Wartenburg im Schlosspark von Klein Oels

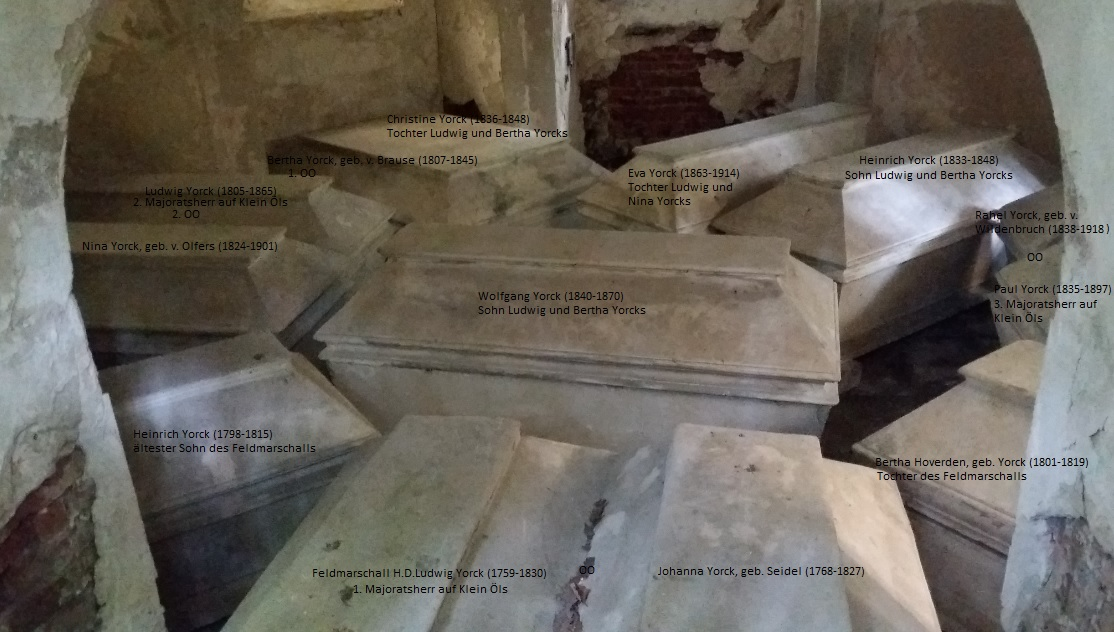
Grablege der Grafen Yorck von Wartenburg im Mausoleum, Schlosspark Klein Oels

- Ludwig Yorck von Wartenburg (1759–1830), preußischer Generalfeldmarschall, 1. Majoratsherr auf Klein Oels; verheiratet mit Johanna Henriette Seidel (1768–1827)
- Hans David Ludwig Yorck von Wartenburg (1805–1865), Mitglied des Preußischen Herrenhauses, 2. Majoratsherr auf Klein Oels; verheiratet mit I. 1829: Bertha von Brause (1809–1845), Tochter des Generalmajors Johann Georg Emil von Brause, II. 1849: Nina von Olfers (1824–1901), Tochter Ignaz von Olfers
- Hans Ludwig David Paul Graf Yorck von Wartenburg (1835–1897), Philosoph, 3. Majoratsherr auf Klein Oels; verheiratet mit Luise Rahel von Wildenbruch (1838–1918), Schwester des Schriftstellers Ernst von Wildenbruch, Tochter des Diplomaten Louis von Wildenbruch und der Ernestine, geb. v. Langen
- Maximilian Yorck von Wartenburg (1850–1900), Offizier und Historiker, verheiratet mit Josephine von Bronikowski (1858–1924)
- Heinrich Yorck von Wartenburg (1861–1923), preußischer Landrat, erbliches Mitglied des Preußischen Herrenhauses, 4. Majoratsherr auf Klein Oels, verheiratet mit Sophie Freiin von Berlichingen (1872–1945)
- Bertha Gräfin Yorck von Wartenburg (1864–1928), verheiratet mit Leopold von Kalckreuth (1855–1928), Mutter von Wolf von Kalckreuth (1887–1906)
- Paul Graf Yorck von Wartenburg (1902–2002), Widerstandskämpfer, Diplomat, 5. Majoratsherr auf Klein Oels; verheiratet mit Else Eckersberg (1895–1989)
- Peter Graf Yorck von Wartenburg (1904–1944), Jurist, Widerstandskämpfer; verheiratet mit Marion Winter (1904–2007), Widerstandskämpferin, Juristin
- Irene Gräfin Yorck von Wartenburg (1913–1950), Ärztin, Mitglied des Kreisauer Kreises
- Alexander York von Wartenburg (1927–2012), deutscher Diplomat

Linie Schleibitz
- Wolfgang Graf Yorck von Wartenburg (1899–1944), Offizier, Landwirt, Jurist, NSDAP-Politiker; verheiratet mit Anna von Sivers.